# Artur Wladimirowitsch Akojew
Artur Wladimirowitsch Akojew (russisch Артур Владимирович Акоев; * 2. Januar 1966 in Digora, Nordossetien, UdSSR) ist ein ehemaliger Gewichtheber, der für die Sowjetunion, die GUS und für Russland startete. Er war Weltmeister 1991 und Gewinner der Silbermedaille bei den Olympischen Spielen 1992 im Schwergewicht.

## Werdegang
Artur Akojew begann als Jugendlicher mit dem Gewichtheben, wobei er von seinem Vater, Wladimir Akojew, trainiert wurde. Dabei zählte er zu den verhältnismäßig wenigen Osseten, die diesen Sport ausübten, weil in dieser nordkaukasischen Region das Ringen Sportart Nr. 1 ist.
Bereits als Junior zeigte er sehr gute Leistungen. Im Jahre 1983 wurde er in Grosny Juniorenmeister der RSFSR und im Jahre 1985 Juniorenmeister der UdSSR im 2. Schwergewicht mit einer Zweikampf-Leistung von 405 kg (185 kg im Reißen u. 220 kg im Stoßen). 1986 wurde er bei der Junioren-Weltmeisterschaft in Donaueschingen eingesetzt und siegte dort mit der gleichen Leistung vor seinem Landsmann Juri Youk, der 380 kg erzielte. Kurz vor Jahresschluss 1986 stellte er im Reißen mit 196 kg einen neuen Junioren-Weltrekord auf.
In seinem ersten Seniorenjahr 1987 startete er bei der Europameisterschaft in Reims. Er erreichte dort im 2. Schwergewicht 430 kg (195 kg – 235 kg) und musste sich nur den beiden Ausnahmehebern Juri Sacharewitsch aus der UdSSR, der 440 kg erzielte und Stefan Botew aus Bulgarien, der wie auf 430 kg kam aber etwas leichter war, beugen.
Nach diesem erfolgreichen Beginn seiner Gewichtheber-Laufbahn wurde diese jäh unterbrochen, als er des Dopings mit anabolen Steroiden überführt wurde und zwei Jahre gesperrt wurde. Aus diesem Grunde konnte er 1988 und 1989 keine Wettkämpfe bestreiten.
1990 kehrt er auf die Heberbühne zurück und belegte bei der Meisterschaft der Sowjetunion im Schwergewicht mit 417,5 kg (190–227,5 kg) hinter Alexander Popow, 425 kg, den zweiten Platz. Bei der Weltmeisterschaft in Budapest wurde er kurzfristig für den verletzten Aljaksandr Kurlowitsch im Superschwergewicht eingesetzt und belegte dort, nicht optimal vorbereitet, mit einer Leistung von 390 kg (170 kg – 220 kg) den 2. Platz, wovon er davon profitierte, dass neben Kurlowitsch weitere starke Superschwergewichtler, wie z. B. Manfred Nerlinger aus Deutschland, verletzungsbedingt fehlten.
Das Jahr 1991 wurde dann zum erfolgreichsten Jahr in der Laufbahn von Artur Akojew. Er wurde zunächst in Władysławowo Europameister im 2. Schwergewicht, wobei er 420 kg (185 kg – 235 kg) im Zweikampf erzielte. Bei der Weltmeisterschaft 1991 in Donaueschingen traf er erstmals auf Ronny Weller aus Deutschland und konnte diesen mit einer Leistung von 427,5 kg (195 kg – 232,5 kg) auf den 2. Platz verweisen. Ronny Weller erzielte 420 kg (190 kg – 230 kg).
Im Jahre 1992 trafen Artur Akojew und Ronny Weller bei den Olympischen Spielen in Barcelona im 2. Schwergewicht erneut aufeinander. Diesmal siegte dabei Ronny Weller, der nach dem Reißen mit 192,5 kg hinter Akojew lag, der 195 kg riss, im Stoßen aber mit 240 kg 5 kg mehr hob als Akojew, so dass dieser Zweikampf mit 432,5 kg zu 430 kg zu Gunsten von Ronny Weller aus ging. Artur Akojew gewann somit die olympische Silbermedaille.
1993 fehlte Artur Akojew verletzungsbedingt bei den internationalen Meisterschaften. 1994 gelang ihm aber ein Comeback, denn er wurde bei der Weltmeisterschaft 1994 in Istanbul mit 420 kg (195 kg – 225 kg) im 2. Schwergewicht dritter Sieger hinter seinem ossetischen Landsmann Tymur Tajmasow, der für die Ukraine an den Start ging und der 435 kg erzielte und hinter Nicu Vlad aus Rumänien, der auf 422,5 kg kam. Ronny Weller war 1993 schon in das Superschwergewicht aufgestiegen.
Danach startete Artur Akojew bei keinen internationalen Meisterschaften mehr. Seinen Lebensunterhalt verdient er sich als staatlicher Angestellter.

## Internationale Erfolge
| Jahr | Platz  | Wettbewerb                           | Gewichtsklasse | |
| 1985 | 2.     | Baltic-Cup in Riga                   | 2. Schwer      | mit 30 kg (180 kg – 210 kg), hinter Wjatscheslaw Jefimow, UdSSR, 392,5 kg, vor Mirosław Dambrowski, Polen, 365 kg                |
| 1986 | 1.     | Junioren-WM in Donaueschingen        | 2. Schwer      | mit 405 kg (185 kg – 220 kg), vor Juri Youk, UdSSR, 380 kg u. Wladimir Polom, ČSSR, 357,5 kg                                     |
| 1987 | 3.     | EM in Reims                          | 2. Schwer      | mit 430 kg (195 kg – 235 kg), hinter Juri Sacharewitsch, UdSSR, 440 kg (202,5 kg – 237,5 kg) und Stefan Botew, Bulgarien, 430 kg |
| 1987 | 1.     | Baltic-Cup in Falun                  | 2. Schwer      | mit 400 kg (190 kg – 210 kg), vor Malysa, Polen, 365 kg u. Richter, DDR, 360 kg                                                  |
| 1990 | 1.     | Pokal der blauen Schwerter in Meißen | 2. Schwer      | mit 415 kg (190 kg – 225 kg), vor Andreas Freitag, DDR, 367,5 kg u. Juraj Dudáš, ČSSR, 360 kg                                    |
| 1990 | 2.     | WM in Budapest                       | Superschwer    | mit 390 kg (170 kg – 220 kg), hinter Leanid Taranenka, UdSSR, 450 kg (195 kg – 255 kg), vor Jiří Zubrický, ČSSR, 390 kg          |
| 1991 | 1.     | Pokal der blauen Schwerter in Meißen | 2. Schwer      | mit 405 kg (185 kg – 220 kg), vor Iwan Tschakarow, Bulgarien, 400 kg                                                             |
| 1991 | 1.     | EM in Władysławowo                   | 2. Schwer      | mit 420 kg (185 kg – 235 kg), vor Piotr Banaszak, Polen, 392,5 kg u. Andor Szanyi, Ungarn, 372,5 kg                              |
| 1991 | 1.     | Baltic-Cup in Haßloch                | 2. Schwer      | mit 416 kg (180 kg – 235 kg), vor Ronny Weller, Deutschland, 390 kg u. Piotr Banaszak, 365 kg                                    |
| 1991 | 1.     | WM in Donaueschingen                 | 2. Schwer      | mit 427,5 kg (195 kg – 232,5 kg), vor Ronny Weller, 420 kg (190 kg – 230 kg) u. Ernesto Montoya, Kuba, 387,5 kg                  |
| 1992 | Silber | OS in Barcelona                      | 2. Schwer      | mit 430 kg (195 kg – 235 kg), hinter Ronny Weller, 432,5 kg (192,5 kg – 240 kg), vor Stefan Botew, 417,5 kg (190 kg – 227,5 kg)  |
| 1994 | 3.     | WM in Istanbul                       | 2. Schwer      | mit 420 kg (195 kg – 225 kg), hinter Tymur Tajmasow, Ukraine, 435 kg (200 kg – 235 kg) u. Nicu Vlad, Rumänien, 422,5 kg          |

## Nationale Meisterschaften
(soweit bekannt)
| Jahr | Platz | Land  | Gewichtsklasse | Ergebnis                                                                                    |
| 1986 | 3.    | UdSSR | 2. Schwer      | hinter Juri Sacharewitsch, 445 kg u. Sergei Nagirny, 427,5 kg                               |
| 1990 | 2.    | UdSSR | 2. Schwer      | mit 417,5 kg (190 kg – 227,5 kg) hinter Alexander Popow, 425 kg, vor Pawel Kusnezow, 415 kg |
| 1992 | 1.    | GUS   | 2. Schwer      |                                                                                             |